# Fumana lacidulemiensis
Fumana lacidulemiensis là một loài thực vật có hoa trong họ Nham mân khôi. Loài này được Güemes mô tả khoa học đầu tiên năm 1992.